# Deux-Grosnes
Deux-Grosnes község Franciaország Auvergne-Rhône-Alpes régiójában, Rhône megyében. Új községként 2019. január 1-jén jött létre Monsols, Avenas, Ouroux, Saint-Christophe, Saint-Jacques-des-Arrêts, Saint-Mamert és Trades községek egyesítésével. A korábbi községek egyesülésekor az új község lélekszáma 1945 fő lett. Lakosainak száma 1923 fő (2022. január 1.).

## Népesség
| Lakosok száma | 1905 | 1909 | 1911 | 1914 | 1914 | 1923 |
|               | 2017 | 2018 | 2019 | 2020 | 2021 | 2022 |